# Gas South Arena
El Gas South Arena (conocido anteriormente como Gwinnett Civic Center Arena, The Arena at Gwinnett Center o Infinite Energy Arena) es una arena multiusos de la ciudad de Duluth, dentro del área metropolitana de Atlanta. Es el campo del equipo de hockey sobre hielo Atlanta Gladiators, que juega en la ECHL, y del equipo de box lacrosse Georgia Swarm. 
La arena posee una capacidad de 13.000 espectadores, la cual puede ser reducida mediante un sistema de reducción de salas, convirtiéndose en un espacio para conferencias y ferias con capacidad para 10.000 personas o en un teatro para 3.000.